# Barby (Northamptonshire)
Barby – wieś w Anglii, w hrabstwie Northamptonshire, w dystrykcie (unitary authority) West Northamptonshire. Leży 24 km na północny zachód od miasta Northampton i 118 km na północny zachód od Londynu. W 2001 miejscowość liczyła 2083 mieszkańców.